# Nouvelle-Aquitaine Future Series 2025
Die Nouvelle-Aquitaine Future Series 2025 im Badminton fand vom 3. bis zum 6. Juli 2025 in Pessac statt. Es war die vierte Auflage der Turnierserie.

## Medaillengewinner
| Veranstaltung | Gold                               | Silber                                 | Bronze                               |
| ------------- | ---------------------------------- | -------------------------------------- | ------------------------------------ |
| Herreneinzel  | Lim Ming Hong                      | Huang Yu                               | Ditlev Jæger Holm                    |
| Herreneinzel  | Lim Ming Hong                      | Huang Yu                               | Jakob Houe                           |
| Dameneinzel   | M. R. Mareddy                      | Dounia Pelupessy                       | Naishaa Kaur Bhatoye                 |
| Dameneinzel   | M. R. Mareddy                      | Dounia Pelupessy                       | Leona Lee                            |
| Herrendoppel  | Daniel Franco Rodrigo Sanjurjo     | Marvin Datko Aaron Sonnenschein        | Jacobo Fernandez Alberto Perals      |
| Herrendoppel  | Daniel Franco Rodrigo Sanjurjo     | Marvin Datko Aaron Sonnenschein        | Gaspard Delabrosse Erwin Kehlhoffner |
| Damendoppel   | Nikol Carulla Carmen María Jiménez | Mihaela Chepisheva Tsvetina Popivanova | Emmy Guilbard Anouk Nambot           |
| Damendoppel   | Nikol Carulla Carmen María Jiménez | Mihaela Chepisheva Tsvetina Popivanova | Meerte Loos Kirsten de Wit           |
| Mixed         | Andy Buijk Meerte Loos             | Lim Ming Hong Stella Pan               | David Eckerlin Kirsten de Wit        |
| Mixed         | Andy Buijk Meerte Loos             | Lim Ming Hong Stella Pan               | Noah Haase Flora Wang                |